# Hector International Airport

i7
i11
i13
Der Hector International Airport (IATA-Code: FAR, ICAO-Code: KFAR) ist der Flughafen der Stadt Fargo im Cass County im Osten des US-amerikanischen Bundesstaates North Dakota. Der Hector International Airport ist der größte Flughafen Nord Dakotas und wichtigster Knotenpunkt des Luftverkehrs der Metropolregion Fargo–Moorhead sowie der angrenzenden Gebiete im Osten North Dakotas und Nordwesten Minnesotas.
Ein Teil des Flughafens ist Basis der 119th Wing, einer Einheit der Air National Guard von North Dakota. Hier sind Learjets der Militärversion C-21 stationiert; zudem werden von hier Operationen mit Predator-Drohnen betrieben.
Der Flughafen war das Ziel des Flugzeugs, das 1959 mit den Musikern Buddy Holly, Ritchie Valens und J. P. Richardson abstürzte.

## Lage
Das 1000 Hektar große Areal liegt innerhalb des Stadtgebiets von Fargo, rund sechs Kilometer nördlich des Zentrums. Wenige hundert Meter östlich des Flughafens fließt der Red River of North, der die Grenze zum benachbarten Bundesstaat Minnesota bildet.
Über den University Drive ist der Flughafen an die unmittelbar südlich angrenzende North Dakota State University sowie im weiteren Verlauf gelegene Innenstadt von Fargo angebunden. Westlich des Flughafens verläuft die Interstate 29, die die kürzeste Verbindung von Kansas City in Missouri und Winnipeg in der kanadischen Provinz Manitoba bildet.

## Flughafenanlagen
Der Flughafen verfügt über drei Start- und Landebahnen, die einen Betonbelag haben. Es gibt einen Passagierterminal mit Gepäckförderanlage und fünf Fluggastbrücken. Mehrere Mietwagenfirmen haben Stützpunkte im Empfangsgebäude.

## Verkehrszahlen
| Jahr | Fluggastaufkommen | Flugbewegungen |
| ---- | ----------------- | -------------- |
| 2019 | 939.720           | 82.501         |
| 2018 | 843.582           | 80.206         |
| 2017 | 787.927           | 85.135         |
| 2016 | 789.182           | 74.276         |
| 2015 | 858.982           | 74.654         |
| 2014 | 894.426           | 76.209         |
| 2013 | 797.125           | 80.438         |
| 2012 | 728.799           | 78.186         |
| 2011 | 699.549           | -              |
| 2010 | 724.941           | -              |
| 2009 | 697.810           | -              |
| 2008 | 648.137           | -              |
| 2007 | 599.168           | -              |
| 2006 | 609.731           | -              |
| 2005 | 549.209           | -              |
| 2004 | 506.650           | -              |
| 2003 | 508.534           | -              |
| 2002 | 484.068           | -              |
| 2001 | 434.332           | -              |
| 2000 | 465.636           | -              |
| 1999 | 445.744           | -              |
| 1998 | 384.205           | -              |
| 1997 | 406.912           | -              |

### Verkehrsreichste Strecken
| Rang | Stadt                             | Passagiere | Fluggesellschaft   |
| ---- | --------------------------------- | ---------- | ------------------ |
| 01   | Minneapolis/Saint Paul, Minnesota | 172.710    | Delta              |
| 02   | Chicago–O’Hare, Illinois          | 88.000     | American, United   |
| 03   | Denver, Colorado                  | 83.540     | Frontier, United   |
| 04   | Phoenix–Mesa, Arizona             | 44.480     | Allegiant          |
| 05   | Dallas/Fort Worth, Texas          | 40.540     | American           |
| 06   | Las Vegas, Nevada                 | 23.240     | Allegiant          |
| 07   | Orlando–Sanford, Florida          | 11.160     | Allegiant          |
| 08   | Phoenix–Sky Harbor, Arizona       | 3.430      | American, Frontier |
| 09   | Los Angeles, Kalifornien          | 3.030      | Allegiant          |
| 10   | Atlanta, Georgia                  | 1.920      | Delta              |

## Zwischenfälle
- Am 30. Oktober 1941 stürzte eine Douglas DC-3A-269 der US-amerikanischen Northwest Airlines (Luftfahrzeugkennzeichen NC21712) bei Moorhead (Minnesota) (USA) im Anflug auf den Flughafen Hector ab, 6 Kilometer südöstlich des Zielflughafens. Der Anflug in dichtem Nebel wurde trotz starker Vereisung fortgesetzt, statt einen Ausweichflugplatz anzufliegen. Von den 15 Insassen kamen 14 ums Leben, zwei Besatzungsmitglieder und alle 12 Passagiere.[8]